# Liste der Biografien/Tov
Liste der Biografien |
Portal Biografien |
Personensuche
# |
A |
B |
C |
D |
E |
F |
G |
H |
I |
J |
K |
L |
M |
N |
O |
P |
Q |
R |
S |
T |
U |
V |
W |
X |
Y |
Z |
?
 
Ta |
Tc |
Te |
Tf |
Tg |
Th |
Ti |
Tj |
Tk |
Tl |
Tm |
To |
Tq |
Tr |
Ts |
Tu |
Tv |
Tw |
Tx |
Ty |
Tz
 
Toa |
Tob |
Toc |
Tod |
Toe |
Tof |
Tog |
Toh |
Toi |
Toj |
Tok |
Tol |
Tom |
Ton |
Too |
Top |
Toq |
Tor |
Tos |
Tot |
Tou |
Tov |
Tow |
Tox |
Toy |
Toz
Die Liste der Biografien führt alle Personen auf, die in der deutschsprachigen Wikipedia einen Artikel haben. Dieses ist eine Teilliste mit 40 Einträgen von Personen, deren Namen mit den Buchstaben „Tov“ beginnt.

## Tov
- Tov, Emanuel (* 1941), israelischer Bibelwissenschaftler und Experte für Textkritik

### Tova
- Tovaglieri, Isabella (* 1987), italienische Politikerin (Lega Nord), MdEP
- Tovah, Mageina (* 1979), US-amerikanische SchauspielerinMageina Tovah (* 1979)

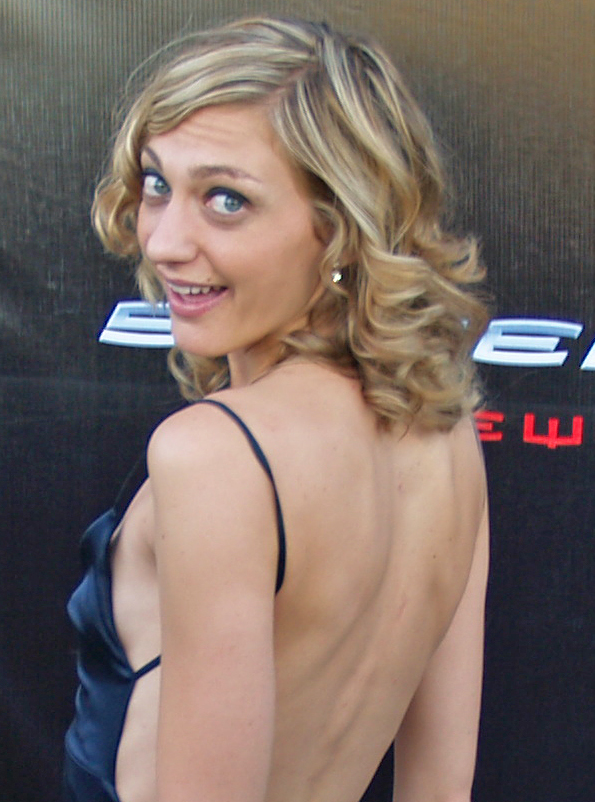
Mageina Tovah (* 1979)

- Tovar Astorga, Romeo (* 1940), salvadorianischer Ordensgeistlicher, emeritierter römisch-katholischer Bischof von Santa Ana
- Tovar Pupo, Rodrigo, kolumbianischer Paramilitär
- Tovar, Antonio (1911–1984), spanischer Philologe, Linguist und Historiker
- Tovar, Arlett (* 1997), mexikanische Fußballspielerin
- Tovar, Bernardino, spanischer katholischer Priester und Humanist
- Tovar, Daniel (* 1989), mexikanischer Schauspieler
- Tovar, Fernando Sánchez de († 1384), kastilischer Seemann und Admiral
- Tovar, Francisco († 1522), kastilischer Musiktheoretiker
- Tovar, Hans-Werner (* 1948), deutscher Politiker (SPD)
- Tovar, Hernando (* 1938), kolumbianischer Fußballspieler
- Tovar, Juan de (1543–1623), Jesuit, der sich mit den indianischen Kulturen beschäftigte
- Tovar, Juan Fernández de (1340–1385), kastilischer Seemann und Admiral
- Tovar, Laura (* 1996), kolumbianische Squashspielerin
- Tovar, Lupita (1910–2016), mexikanische Schauspielerin
- Tovar, Manuel Felipe de (1803–1866), venezolanischer Politiker
- Tovar, María (* 1998), kolumbianische Squashspielerin
- Tovar, Munich (* 1989), venezolanische Leichtathletin
- Tovar, Nany (* 1987), venezolanisches Fotomodell
- Tovar, Vicente Alexandre de (1744–1808), brasilianischer Geistlicher, römisch-katholischer Prälat von Goiás
- ToVarpin, Benedict (1936–2020), papua-neuguineischer Geistlicher und römisch-katholischer Erzbischof von Madang
- Tovås, Henrik Ruud (* 1987), norwegischer Handballspieler
- Tovati, Elisa (* 1976), französische Sängerin und Schauspielerin

### Tove
- Tove, Durch Heirat Königin von Dänemark
- Tove, Birte (1945–2016), dänische Schauspielerin und Model
- Tover, Leo (1902–1964), US-amerikanischer Kameramann
- Tovey, Bramwell (1953–2022), englischer Dirigent, Pianist und Komponist
- Tovey, Donald Francis (1875–1940), englischer Komponist, Pianist und Musikwissenschaftler
- Tovey, Frank (1956–2002), britischer Musiker
- Tovey, John, 1. Baron Tovey (1885–1971), britischer Admiral, Oberbefehlshaber der Home Fleet und Admiral of the Fleet
- Tovey, Russell (* 1981), britischer Theater- und Fernseh-SchauspielerRussell Tovey (* 1981)

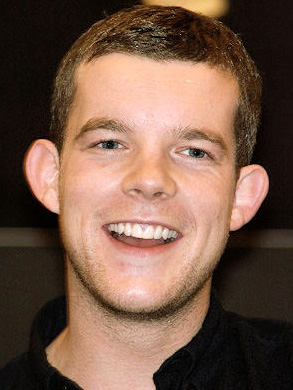
Russell Tovey (* 1981)

### Tovi
- Tovilo, Davorka, deutsch-jugoslawisches Fotomodell und Schauspielerin

### Tovm
- Tovmasjan, Artur (* 1962), armenischer Politiker
- Tovmasjan, Karen (* 1990), niederländischer Gewichtheber

### Tovo
- Tovo, Ken, US-amerikanischer General der US Army
- Tovoli, Luciano (* 1936), italienischer Kameramann
- Tovosia, Braddley (* 1967), Politiker in den Salomonen
- Tovote, Heinz (1864–1946), deutscher Schriftsteller